# Robert Arsumanjan
Robert Arsumanjan (armenisch Ռոբերտ Արզումանյան, englische/FIFA-Transkription: Robert Arzumanyan; * 24. Juli 1985 in Jerewan, Armenische SSR, Sowjetunion) ist ein ehemaliger armenischer Fußballspieler.

## Karriere
Arsumanjan war Stammspieler beim armenischen Spitzenverein FC Pjunik Jerewan. Mit dem Verein wurde er fünfmal armenischer Meister. Danach spielte er ab 2008 für den dänischen Klub Randers FC in der Superliga. Dort kam er jedoch nicht über die Reservistenrolle hinaus. Im Januar 2011 wechselte er zum polnischen Erstligisten Jagiellonia Białystok. Nachdem er dort nur Reservespieler war, wechselte er im Sommer 2012 zum russischen Zweitligisten SKA-Energija Chabarowsk. Dann wechselte er weiter zu FK Aqtöbe und Amkar Perm. 2016 beendete er bei Schachtjor Qaraghandy seine Karriere.
Für die Nationalmannschaft Armeniens bestritt er von 2005 bis 2016 insgesamt 74 Länderspiele, in denen er fünfmal traf.

## Erfolge
- Armenischer Meister: 2003, 2004, 2005, 2006, 2007
- Kasachischer Meister: 2013
- Armenischer Pokalsieger: 2004
- Armenischer Supercup: 2003, 2004, 2006